# Nowy cmentarz żydowski we Wrześni
Nowy cmentarz żydowski we Wrześni – założony w 1868 kirkut we Wrześni. Do naszych czasów nie zachowały się żadne nagrobki, dwa fragmenty macew przechowywane są w Muzeum Regionalnym im. Dzieci Wrzesińskich we Wrześni.